# Stanisław Gąsiorowski (poeta)
Stanisław Gąsiorowski, ps. „Stach znad Sanu” (ur. 14 września 1892 w Wólce Turebskiej, zm. 26 maja 1966 w Warszawie) – polski poeta ludowy, publicysta, dziennikarz, wydawca i działacz emigracyjny. Autor Pieśni Oraczy. Współorganizator Republiki Tarnobrzeskiej.

## Życiorys
Urodził się w 1892 roku w Wólce Turebskiej, gdzie jego rodzina mieszkała od kilku pokoleń. Twórczość poetycką rozpoczął, mając kilkanaście lat. Ukończył gimnazjum w Tarnobrzegu, po czym rozpoczął studia na Uniwersytecie Jagiellońskim, których nie ukończył jednak z powodu swojej sytuacji materialnej. W czasie I wojny światowej walczył w Legionach Polskich, został ranny w bitwie pod Laskami, po kryzysie przysięgowym należał do Polskiego Korpusu Posiłkowego. Po powrocie z frontu związał się z ruchem Republiki Tarnobrzeskiej. Wszedł w skład Powiatowego Komitetu Chłopskiego. Według wspomnień Jana Gruszczyńskiego wchodził w skład komitetu rewolucyjnego Republiki, jednak zdaniem Józefa Rawskiego komitet taki nigdy nie istniał. 
Następnie wstąpił do Wojska Polskiego, po wojnie polsko-bolszewickiej osiągnął stopień oficera rezerwy. W 1924 roku wyjechał do Stanów Zjednoczonych Ameryki, gdzie imał się różnych zawodów. Rozpoczął działalność dziennikarską – publikował w polonijnych gazetach, m.in. w Dzienniku dla Wszystkich w Buffalo, gdzie był korespondentem. Był członkiem-założycielem Związku Pionierów Kolonialnych, członkiem zarządu Towarzystwa Przyjaciół Związku Narodowego Polskiego w Ameryce i członkiem Narodowego Instytutu Emigracji. 
Od 1925 roku zajmował się wydawaniem dwutygodnika Wychodźca, którego najpierw był sekretarzem, a potem redaktorem. Po powrocie do kraju zaangażował się w działalność polityczną w Niezależnej Partii Chłopskiej. W 1939 roku w Wojsku Polskim; walczył w kampanii wrześniowej (m.in. w czasie obrony Warszawy). Po kapitulacji Warszawy dostał się do niewoli i przebywał w oflagu Murnau i obozie w Kassel. Uwolniony został w 1945 roku, wyjechał do Stanów Zjednoczonych. Do Polski wrócił w 1958 roku. Pracował w Towarzystwie Łączności z Polonią Zagraniczną. Zmarł w 1966 roku. Pochowany jest na Powązkach.

## Twórczość
Zajmował się poezją. W swoich wierszach opisywał realia chłopskiego życia. W swojej twórczości inspirował się m.in. rewolucyjną poezją romantyczną, pieśniami rewolucyjnymi, dziełami Gustawa Ehrenberga, Edmunda Wasilewskiego i Ryszarda Berwińskiego. Jego wiersze utrzymane są w tonacji rewolucyjnej i podejmują tematy wiejskiego życia – dominuje w nich motyw buntu i ironii wobec klas panujących. Naśladują m.in. poezje romantyczną, lamenty, pieśni kościelne czy kolędy. W swoich wierszach powracał często do rodzinnych stron Posania.
Stworzył m.in.: tomiki wierszy pt. Z tej biednej ziemi, Szkice znad Hudsonu, Pieśni Oraczy, poemat Turzy Bór (gawęda poświęcona rodzinnym okolicom), sonet Chłopskie jezioro czy utwór Republika Tarnobrzeska (uznawany jest za naczelnego poetę tego ruchu).
Autor Pieśni Oraczy, która stała się hymnem Niezależnej Partii Chłopskiej (na nutę pieśni Gdy naród do boju). 
Swoje teksty publikował w Telegramie Codziennym w Nowym Jorku, Dzienniku dla Wszystkich w Buffalo czy w Wychodźcy. Swoje wiersze publikował m.in. na łamach Roli czy Woli Ludu. 

## Odznaczenia
Odznaczony Krzyżem Niepodległości i Orderem Odrodzenia Polski V klasy.